# تنكس (طب)

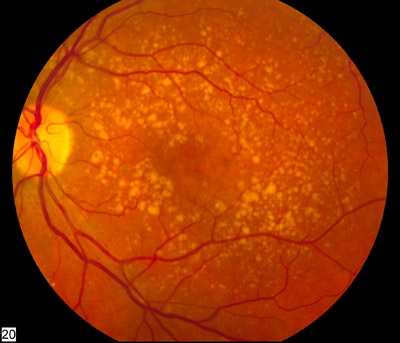

التنكس (بالإنجليزية: Degeneration)‏ بالمعنى الطبي هو التدهور. بشكلٍ عام هو عبارة عن التغير من شكل أعلى إلى شكلٍ أدنى، وبشكل أكثر تحديدًا، هو التغير في الأنسجة إلى أدنى أو أقل شكل نشط وظيفيًا. 
- التنكس الحقيقي: يحدث عندما يكون هناك تغير كيميائي فعلي في الأنسجة ذاتها.
- ارتشاح: يحدث عندما يتكون التغيير من إيداع مادة غير طبيعية في الأنسجة.
- مرض تنكسي.